# La Segunda
«Сегунда» (исп. La Segunda) — чилийская вечерняя ежедневная газета, выпускающаяся с понедельника по пятницу. Она распространяется в областях Вальпараисо, Столичной и Либертадор-Хенераль-Бернардо-О’Хиггинс (хотя летом выпускается и в Кокимбо). Основанная в 1931 газета принадлежит компании El Mercurio SAP. Они имеют консервативную тенденцию писать об утренних новостях, поскольку выходят вечером. Газета распространяется с 14:00.

## История

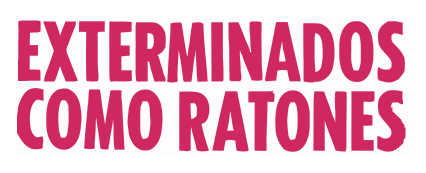
Уничтожены, как мыши

В первый раз газета вышла 29 июля 1931 года как обновлённый вариант Las Últimas Noticias из-за переизбытка информации, вызванного падением правительства Карлоса Ибаньеса дель Кампо.
Газета запомнилась попытками дискредитации Сальвадора Альенде и своей поддержкой военной хунты. В те времена газета использовалась в качестве средства пропаганды правительства и для публикации новостей сенсационного и конфронтационного характера, что было неправильно для El Mercurio. Широко известна обложка номера за 24 июля 1975 года, где говорится, что члены Левого революционного движения якобы убивали друг друга (на самом деле это была часть психологической операции «Коломбо»). Заголовок в этот день был таков: «уничтожены, как мыши»
С начала 2000-х газета расширила своё распространение среди регионов Вальпараисо, Сантьяго и О’Хиггинс. В других регионах газета распространяется на следующий день.